# Ebalus (Aquitanien)
Ebalus Mancer, genannt der Bastard (frz.: Ebles Manzer; * um 870; † 935), war Graf von Poitou, Auvergne und Herzog von Aquitanien aus der Familie der Ramnulfiden.

## Leben
Ebalus Mancer war ein unehelicher Sohn des Grafen Ramnulf II. von Poitou. Obwohl er die Nachfolge seines Vaters in Poitiers antreten konnte, musste er 892 vor dem Grafen Adémar fliehen, der mit der Unterstützung König Odos das Poitou besetzt hatte. Ebalus fand Zuflucht bei Wilhelm dem Frommen, dem ersten Fürsten Aquitaniens. Mit seiner Hilfe eroberte er 902 Poitiers in Abwesenheit Adémars zurück. Von König Karl III. dem Einfältigen, mit dem Ebalus aufgewachsen war, wurde er sofort als legitimer Graf des Poitou anerkannt. Ebalus übergab die Abtei Saint-Maixent an Savary, Vizegraf von Thouars, der ihn unterstützt hatte. Er gründete weitere Vizegrafschaften in Aulnay und Melle und löste die Vizegrafschaft von Poitiers nach dem Tod des Amtsinhabers Maingaud 925 auf.
Ebalus eroberte 904 das Limousin und war 911 einer der Heerführer, die in der Nähe von Chartres die Normannen unter Rollo schlugen, was darauf zum Vertrag von Saint-Clair-sur-Epte führte.
In den Jahren 926 und 927 starben nacheinander die aquitanischen Herzöge Wilhelm II. und Acfred. Von letzteren wurde Ebalus als Erbe seines Hausguts eingesetzt, dass sich um das Berry, Auvergne und des Velay konzentrierte. Damit sicherte Ebalus sich und seinen Nachkommen die unumstrittene Position des ersten Fürsten Aquitaniens. Obwohl zu vermuten ist, dass er damit auch die Herzogswürde beanspruchte, wird Ebalus in zeitgenössischen Urkunden ausschließlich als Comes tituliert.
Während des Machtkampfes zwischen den Karolingern und Robertinern 922 stand Ebalus auf der Seite König Karls III. des Einfältigen gegen Markgraf Robert. Aus diesem Grund verweigerte er 923 auch dem neuen König Rudolf, aus der Partei der Robertiner, die Anerkennung. Dieser versuchte darauf die Macht Ebalus’ zu beschneiden. Er nahm ihm 932 das Berry weg, übertrug die Auvergne an den Grafen Raimund Pons von Toulouse, dem er auch den aquitanischen Herzogstitel verlieh. Weiterhin machte der König die La Marche, das von den Herren von Charroux abhängig war, zur eigenständigen Grafschaft.
Ebalus war im Oktober 891 noch unverheiratet. Später ehelichte er erst Aremburga; im Februar 911 war er mit Emilienne verheiratet. Über beide Frauen ist nichts weiter bekannt. Er hatte zwei Söhne, beide wohl von Aremburga:
- Wilhelm Werghaupt († 3. April 963), Graf von Poitou (Wilhelm I.) und Herzog von Aquitanien (Wilhelm III.)
- Ebalus († 26. Februar 977), von 958 bis 963 Bischof von Limoges

| Vorgänger   | Amt                           | Nachfolger        |
| ----------- | ----------------------------- | ----------------- |
| Ramnulf II. | Graf von Poitou 890–892       | Adémar            |
| Adémar      | Graf von Poitou 902–935       | Wilhelm Werghaupt |
| Acfred      | Herzog von Aquitanien 927–935 | Wilhelm Werghaupt |

| Personendaten    | Personendaten                              |
| ---------------- | ------------------------------------------ |
| NAME             | Ebalus                                     |
| ALTERNATIVNAMEN  | Mancer, Ebalus; Manzer, Ebles; der Bastard |
| KURZBESCHREIBUNG | Graf von Poitou                            |
| GEBURTSDATUM     | um 870                                     |
| STERBEDATUM      | 935                                        |